# Байкибашевский сельсовет
Байкибашевский сельсовет — муниципальное образование в Караидельском районе Башкортостана.

## История
Байкибашевский сельсовет Караидельского района Республики Башкортостан создан в соответствии с Постановлением ВЦИК РСФСР от 2 декабря 1918 года № 901 «О порядке перевыборов волостных и сельских Советов». До 1956 года сельский совет находился в составе Байкибашевского района. В связи с укрупнением районов Караидельский и Байкибашевский районы были объединены, Байкибашевский сельский совет вошёл в состав Караидельского района.
В соответствии с Конституцией 1977 года сельсовет был переименован в Байкибашевский сельский совет народных депутатов, в октябре 1993 года был преобразован в администрацию Байкибашевского сельского совета, а с апреля 1997 года — в Байкибашевскую сельскую администрацию.
25 июня 2002 года Байкибашевский сельский совет был переименован в муниципальное образование Байкибашевский сельсовет Караидельского района Республики Башкортостан.
19 декабря 2005 года муниципальное образование Байкибашевский сельсовет было переименовано в сельское поселение Байкибашевский сельсовет муниципального района Караидельский район Республики Башкортостан..
Объединён в 2008 году с Байки-Юнусовским сельсоветом.
Закон Республики Башкортостан от 19.11.2008 г. № 49-З «Об изменениях в административно-территориальном устройстве Республики Башкортостан в связи с объединением отдельных сельсоветов и передачей населённых пунктов», ст.1 гласит:

 "Внести следующие изменения в административно-территориальное устройство Республики Башкортостан:
 27) по Караидельскому району:
 б) объединить Байкибашевский и Байки-Юнусовский сельсоветы с сохранением наименования «Байкибашевский» с административным центром в селе Байкибашево.
Включить деревни Байки-Юнусово, Аскиш Байки-Юнусовского сельсовета в состав Байкибашевского сельсовета.

Утвердить границы Байкибашевского сельсовета согласно представленной схематической карте.

Исключить из учётных данных Байки-Юнусовский сельсовет
Согласно «Закону о границах, статусе и административных центрах муниципальных образований в Республике Башкортостан» имеет статус сельского поселения.

## Население
| 2002  | 2009  | 2010  | 2012  | 2013  | 2014  | 2015  |
| ----- | ----- | ----- | ----- | ----- | ----- | ----- |
| 2111  | ↘2019 | ↘1755 | ↘1723 | ↘1697 | ↘1633 | ↘1578 |
| 2016  | 2017  | 2018  |       |       |       |       |
| ↘1545 | ↘1495 | ↗1510 |       |       |       |       |

## Географическое положение
Граничит с Байкинским, Байкибашевским, Ургушевским, Артакульским и Явгильдинским сельсоветами. Общая площадь территории 122 кв. км..

## Состав сельского поселения
| № | Населённый пункт | Тип населённого пункта       | Население |
| - | ---------------- | ---------------------------- | --------- |
| 1 | Байкибашево      | село, административный центр | ↘1133     |
| 2 | Байки-Юнусово    | деревня                      | ↘411      |
| 3 | Аминево          | деревня                      | ↘100      |
| 4 | Аскиш            | деревня                      | ↘64       |
| 5 | Базилевский      | деревня                      | ↘47       |